# Kathedrale St. Peter und Paul (Šiauliai)

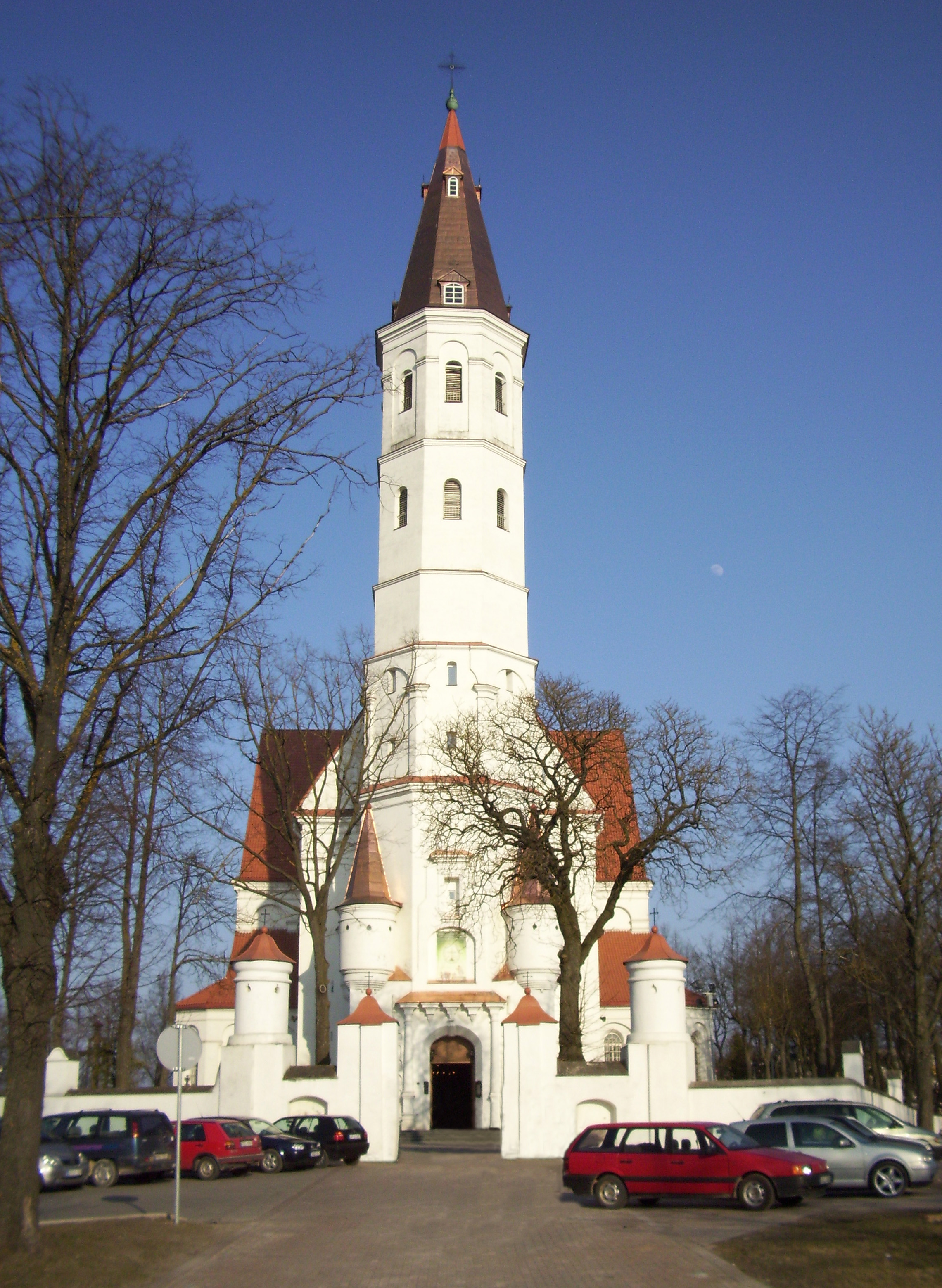
Hauptfassade

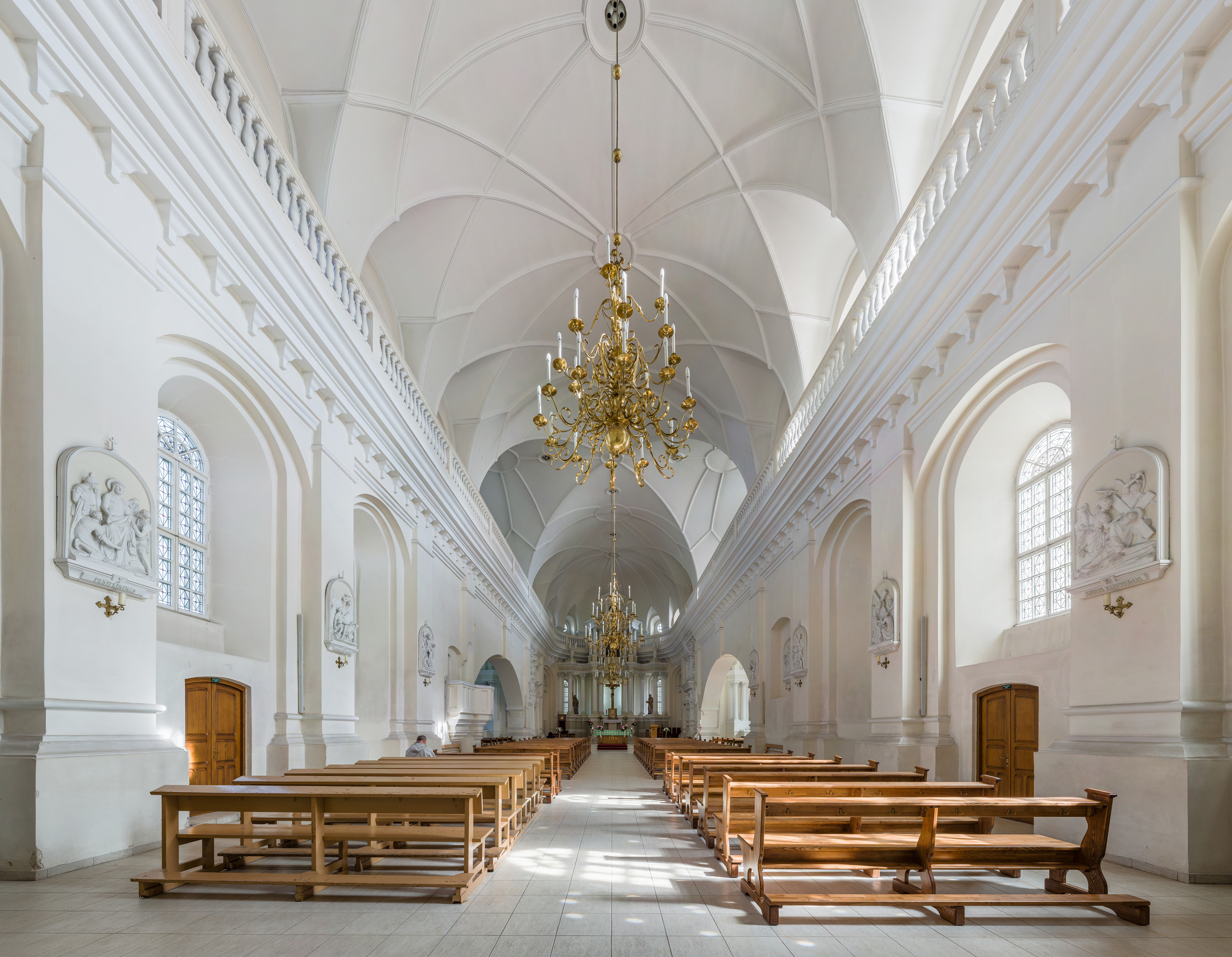
Innenansicht

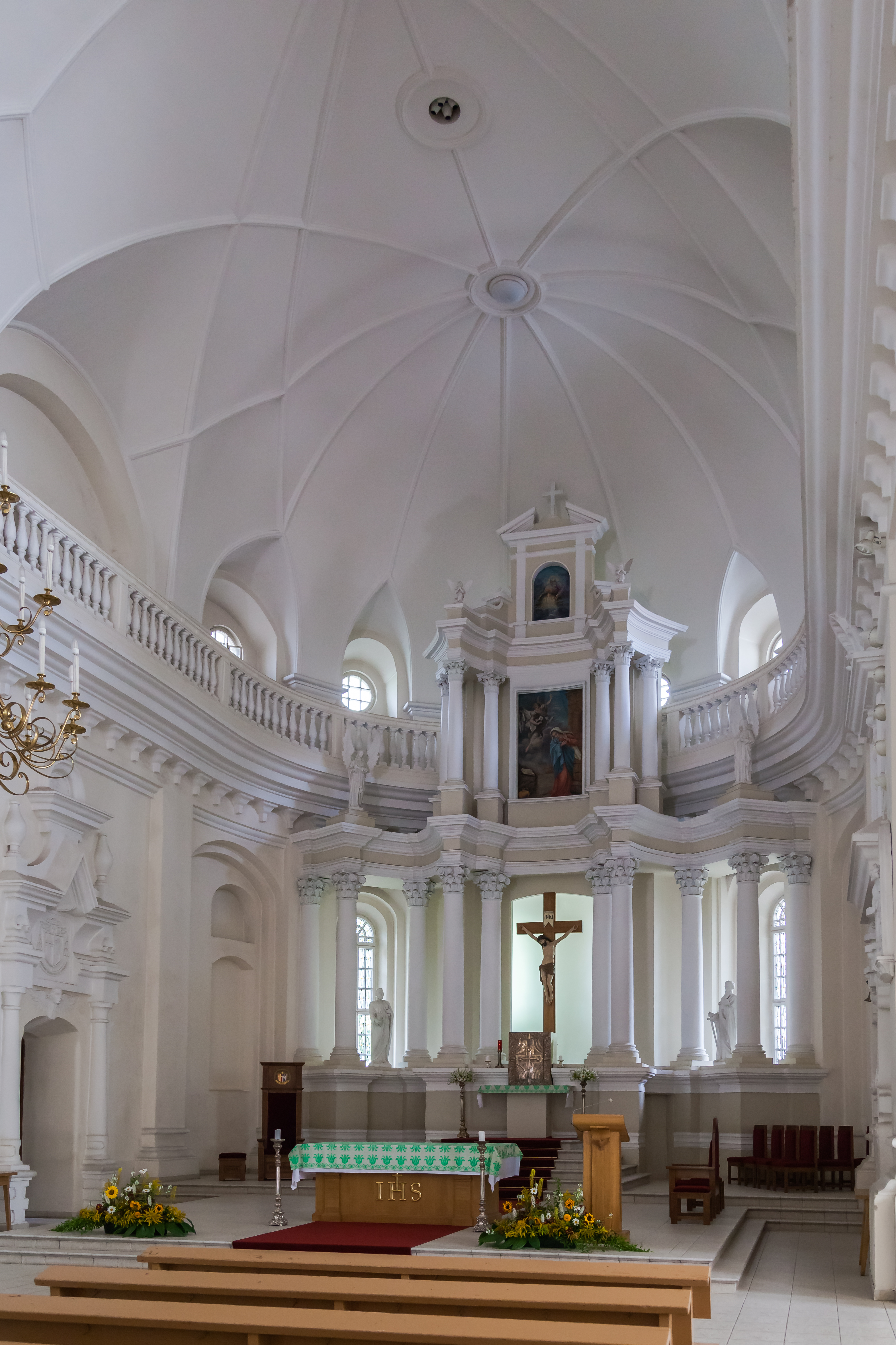
Hochaltar

Die Kathedrale der heiligen Apostel Peter und Paul im litauischen Šiauliai ist die Bischofskirche des römisch-katholischen Bistums Šiauliai.
Mit der Errichtung des Bistums Šiauliai 1997 wurde die Peter-und-Pauls-Kirche in den Rang einer Kathedrale erhoben. Während der Feierlichkeiten war auch Papst Johannes Paul II. anwesend.
Der Dom wurde im 17. Jahrhundert errichtet und ist ein bedeutendes Beispiel der Renaissance und des Manierismus. 1880 schlug ein Blitz in den Turm ein. Der Schaden hielt sich jedoch in Grenzen und konnte schnell behoben werden. Bedeutend schwerer waren die Beschädigungen während des Zweiten Weltkriegs. 1944 war die Kirche in erbärmlichem Zustand. Doch bereits während der Sowjetzeit wurde die Kirche restauriert.
Der Turm erreicht eine Höhe von 70 Metern. An der Südseite des Gebäudes befindet sich eine Sonnenuhr. Einige Details wie die Erkerfenster sind einzigartig. Die Türme mit Feuerlöchern am Tor des Friedhofs geben der Anlage das Aussehen einer Verteidigungsfestung. Diese Bauweise war im Gebiet des heutigen Litauens stark verbreitet, doch hat sie sich bis heute nur in Šiauliai erhalten. Der Verteidigungscharakter wird verstärkt durch den Umstand, dass das Friedhofstor direkt vor der Hauptfassade der eigentlichen Kirche liegt. Ein Holzkreuz weist darauf hin, dass hier an früherer Stelle bereits eine kleine Holzkirche von 1445 stand. Einzige Farbakzente der weißen Kirche sind die roten Turmspitzen.
Auch im Innenraum dominiert schlichtes Weiß. Nur die drei goldenen Kronleuchter setzen Farb- und die Kreuzwegstationen an den Wänden künstlerische Akzente. Den neobarocken Hauptaltar erhielt die Kirche 1975.